# Trisomie 9
 Mise en garde médicale
La trisomie 9 est une maladie chromosomique congénitale provoquée par la présence d'un chromosome surnuméraire pour la 9e paire.

## Formes et fréquence de la trisomie 9
C'est un syndrome rare avec une prévalence de moins de 1 sur 1 million.
La forme complète et homogène est extrêmement rare, provoquant dans 80% des cas un avortement spontané, et conduit sinon à un décès dans les heures qui suivent la naissance.
Les formes en mosaïque sont comparativement moins rares (200 cas décrits dans la littérature) et peuvent être viables, les conséquences dépendant de la proportion de cellules affectées. Le syndrome a été décrit pour la première fois en 1970 par la généticienne française Marie-Odile Rethoré.

## Effets de la trisomie 9

### Effets très fréquents
Il est très fréquemment observé : un retard global de développement, une déficience intellectuelle, une microphtalmie, une cryptorchidie.

### Effets fréquents
On observe souvent : nez bulbeux.